# Хотылёво
Хотылёво — село в составе Глинищевского сельского поселения Брянского района Брянской области России. Расположено в 6 км к северо-западу от границ города Брянска, на правом берегу Десны. Население —  →303  человек (2010). Имеется отделение связи, библиотека.

## История
Впервые упоминается в начале XVII века как имение Тютчевых. В 1872 году имение купил коммерции советник, будущий член Государственного Совета Владимир Эмилиевич Ромер, от которого в 1892 году оно перешло к князю В. Н. Тенишеву, а с 1900 года — графине М. Н. Граббе. В 1890-х годах в усадьбе Тенишевых бывали многие представители русской культуры: И. Е. Репин (1896), М. А. Врубель (1899) и другие. До настоящего времени в селе сохранились элементы усадьбы с парком и частично — каменный храм Преображения. Приход села существовал и ранее (церковь Святителя Николая упоминается как сгоревшая в Смутное время, позднее возобновлена).
В XVII—XVIII веках входило в состав Подгородного стана Брянского уезда; с 1861 по 1924 годы в Госамской волости Брянского (с 1921 года — Бежицкого) уезда. В конце XIX века действовал кирпичный завод; в 1892 году была открыта церковно-приходская школа. В 3 км к северо-востоку — одноимённая железнодорожная платформа на линии Брянск-Рославль (устроена В. Н. Тенишевым в 1890-х годах).
В 1924—29 годы Хотылёво входило в Бежицкую волость; с 1929 года в Брянском районе.
До 2000 года являлось центром Хотылевского сельсовета.

## Достопримечательности
- Храм Преображения Господня — памятник архитектуры XVIII века.[4]:182-183
- Остатки усадьбы Тенишевых с парком.[5]
- Подвесной мост через Десну (уничтожен половодьем 2023г)

## Археология
На территории и в окрестностях села обнаружен ряд первобытных стоянок и поселений практически всех исторических эпох (начиная с палеолита); фактически представляет собой уникальный обширный археолого-историко-культурный заповедник.
К среднему палеолиту относится стоянка Хотылёво 1. В Хотылёво найден неандертальский нож — кайльмессер или клиновидный нож, характерный для микокской индустрии. Возраст — около 80 тыс. лет. 
К позднему (верхнему) палеолиту относится стоянка Хотылёво 2.
В 150 м северо-западнее западной окраины Хотылёва на мысу правого берега Десны находится городище юхновской культуры Кудеярка.

## Интересные факты
В 2012 году близ села проводился рок-фестиваль Рок-Холмы.
В 2015, 2016, 2017 и 2018  году в селе Хотылево проводился фестиваль Брянский мамонт.